# Ельмерсгаус фон Гакстгаузен
Ельмерсгаус фон Гакстгаузен (нім. Elmershaus von Haxthausen; 21 лютого 1915, Кіль — 15 листопада 1983, Бад-Годесберг) — німецький офіцер, капітан-лейтенант крігсмаріне. Кавалер Лицарського хреста Залізного хреста.

## Біографія
25 вересня 1935 року вступив в крігсмаріне,  служив у морській артилерії. З вересня 1939 року командував катером R-34, потім служив 1-м вахтовим офіцером на тральщику М-7 і командував тральщиком М-83. У червні 1943 року призначений командиром 2-ї батарейної флотилії.

## Звання
- Кадет (25 вересня 1935)
- Фенріх-цур-зее (1 травня 1937)
- Обер-фенріх-цур-зее (1 липня 1938)
- Лейтенант-цур-зее (1 жовтня 1938)
- Оберлейтенант-цур-зее (1 жовтня 1940)
- Капітан-лейтенант (1 липня 1943)

## Нагороди
- Медаль «За вислугу років у Вермахті» 4-го класу (4 роки)
- Залізний хрест
  - 2-го класу (10 січня 1940)
  - 1-го класу (14 квітня 1941)
- Нагрудний знак мінних тральщиків (6 листопада 1940)
- Нагрудний знак «За поранення» в чорному (3 жовтня 1941)
- Німецький хрест в золоті (12 лютого 1942)
- Лицарський хрест Залізного хреста (3 липня 1944)